# منتخب إستونيا لكأس فيد
منتخب إستونيا لكأس فيد (بالإستونية: Eesti Fed Cupi koondis)‏ هو ممثل إستونيا الرسمي في كرة المضرب في كأس فيد.